# Steirisches Hügelland
Das Steirische Hügelland ist eine wellige Landschaft in der südlichen und östlichen Steiermark (Österreich) mit einer Ausdehnung von etwa 70 × 80 km. Es besteht aus dem durch die Mur getrennten west- und oststeirischen Hügelland. Geologisch spricht man auch von Grazer Bucht oder Steirischem Becken. Die Landschaft ist ein mit Meeressedimenten verfülltes Randbecken der Alpen zur Pannonischen Tiefebene. In der Landschaftsgliederung der Steiermark spricht man schlicht von Vorland.

## Geografie
Das Hügelland wird von der Mur, der Raab und deren Nebenflüssen entwässert, die fast alle nach Süden/Südosten fließen und teilweise tief eingeschnittene Täler erodiert haben: Zwischen west- und oststeirischem Hügelland liegt die Murebene. Der Ostteil ist deutlich größer und setzt sich ins benachbarte südliche Burgenland, Ungarn und Slowenien fort. Der Westteil bildet die östlichen Fußberge der Lavanttaler Alpen. Das Steirische Hügelland ist insgesamt ein Teil des Alpen-Vorlands im Südosten, das in die Kleine Ungarische Tiefebene (Kisalföld) des Pannonischen Beckens ausstreicht.
Die geografischen Grenzen des ausgedehnten Hügellandes (etwa 6.000 km²) sind im Uhrzeigersinn:
- im Süden die Windischen Büheln bei Bad Radkersburg und der Poßruck (Grenze zu Slowenien)
- im Westen die Koralpe und Teile der Stubalpe
- im Nordwesten und Norden die Gleinalm und das Grazer Bergland (mit den markanten Gipfeln des Schöckl und Hochlantsch) (a)
- im Nordosten das Joglland
- nach Osten geht das Hügelland in das südburgenländische Hügelland und die Goričko im slowenischen Prekmurje (Übermurgebiet) über

Dabei wird auch teilweise vom oststeirisch-burgenländischen Hügelland gesprochen, die beiden Landschaften sind sich weitgehend ähnlich.
Geprägt wird der Landschaftsraum durch flachwellige, gegen Osten hin zunehmend wenig profilierte Hügelzüge, hierorts Riedel genannt, mit recht einheitlicher Streichrichtung Ost bis Südost. Daher spricht man auch von Riedelland.
Von Grazer Becken und Leibnitzer Feld gegliedert, umfasst das Steirische Hügelland:
- Weststeirisches Hügelland mit 
  - Weststeirisches Riedelland im engeren Sinne, das sich von Gratwein-Gratkorner Becken der Mur nördlich von Graz und dem Köflach-Voitsberger Becken im Norden bis an das Saggautal ganz im Süden der Steiermark erstreckt; mit 
    - Kaiserwald bei Graz und Wildoner Berg (Buchkogel 550 m) (a)

  - Sausal, ein etwas prägnanterer Bergstock im Zentrum westlich von Leibnitz (höchster Gipfel Demmerkogel 671 m)
  - Windische Bühel im Südosten – die sich bis an die Drau an der slowenisch-kroatischen Grenze ziehen, sie werden daher teils auch in der Steiermark eigenständiger oder als Vorlagen des Poßruck gerechnet (höchster Gipfel Kreuzberg 633 m)
- Oststeirisches Hügel-/Riedelland mit
  - Stradner Kogel, Gleichenberger Kögel (609 m) und Klöcher Massiv im Südosten (Vulkanland)
  - Südoststeirisches Grabenland, Grenzgebiet zu Burgenland und Slowenien

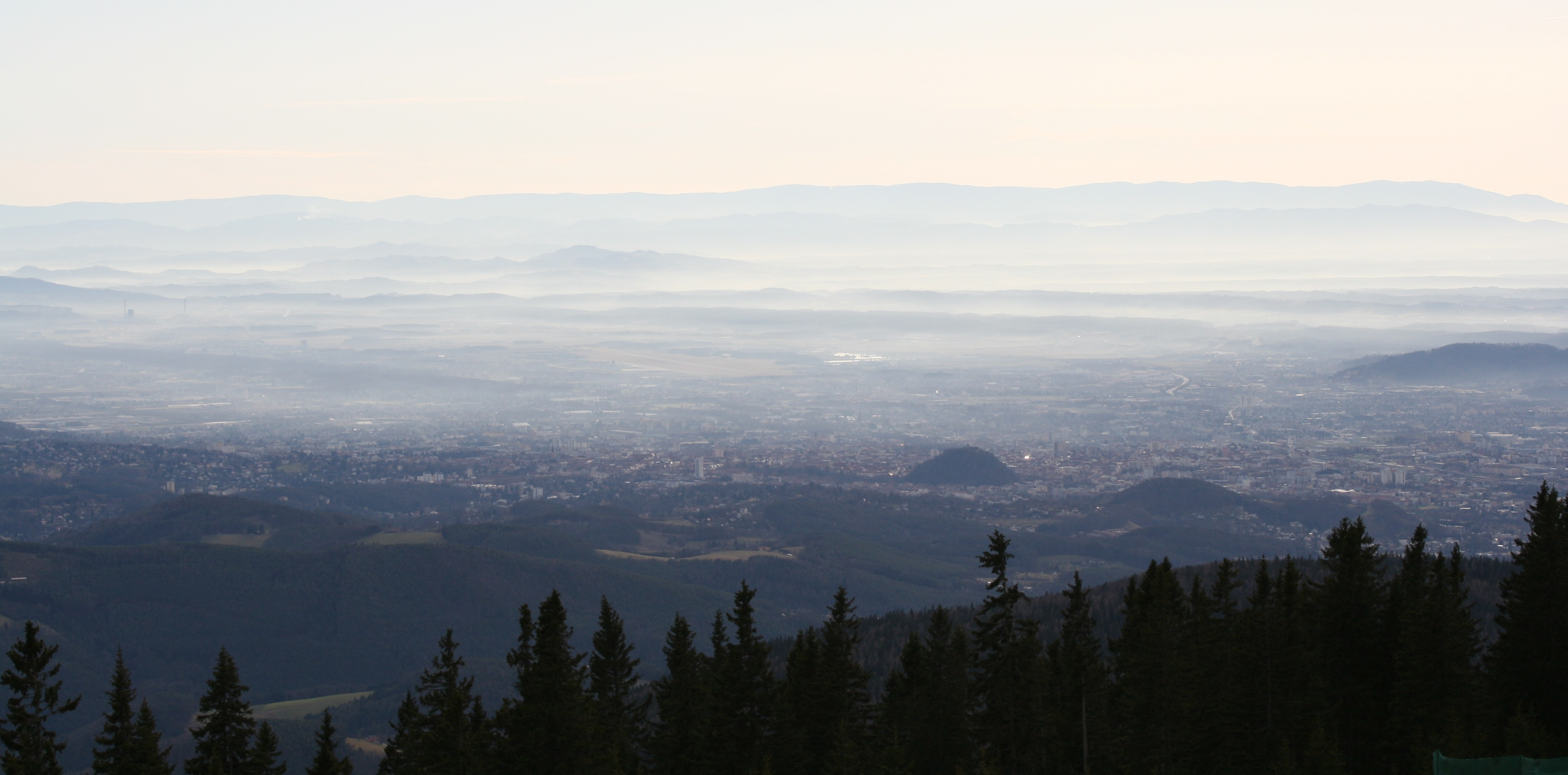
Weststeirisches Riedelland, vom Schöckl über Graz
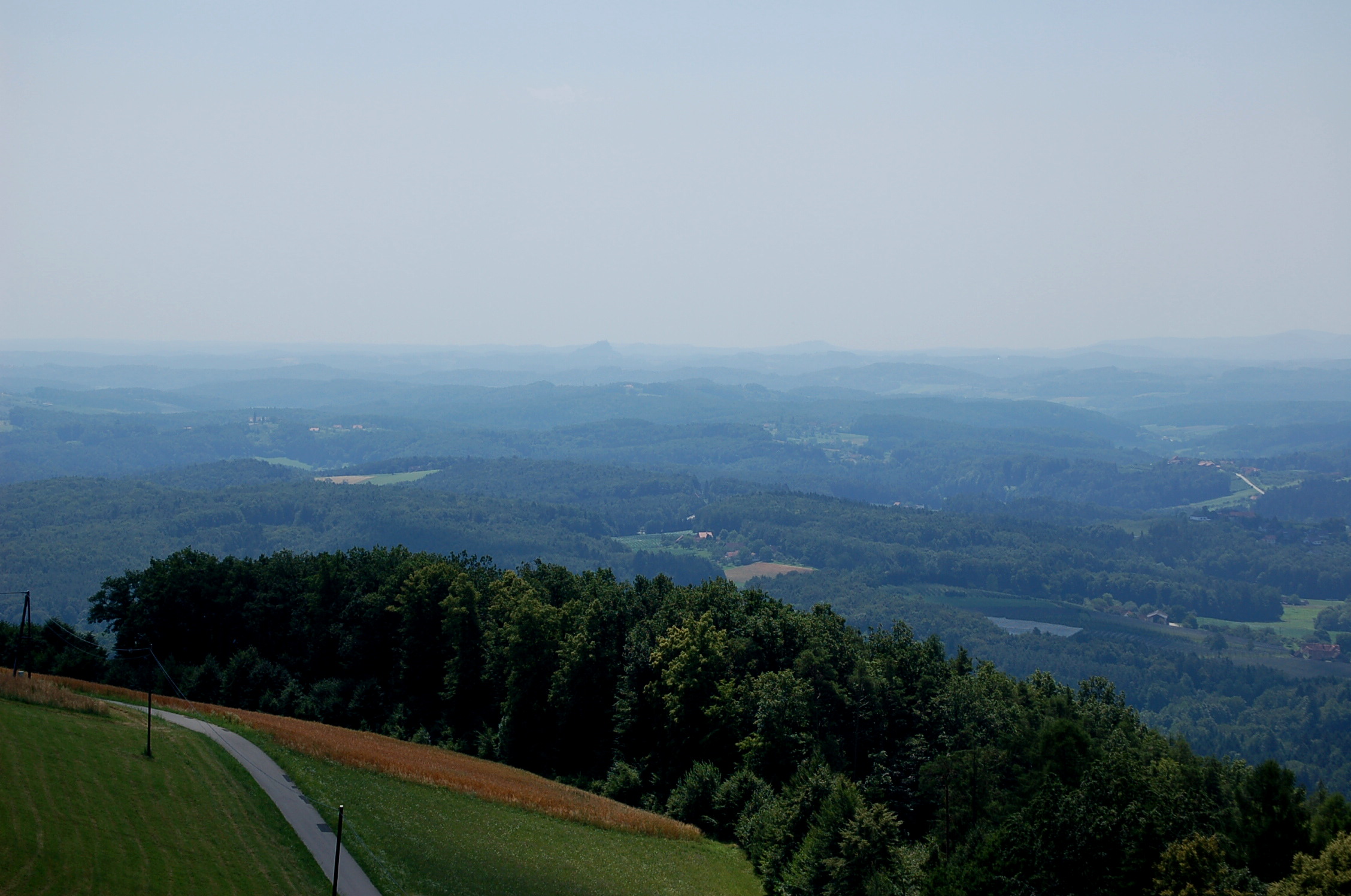
Oststeirisches Riedelland, von der Geierwand bei Herberstein gegen die Riegersburg
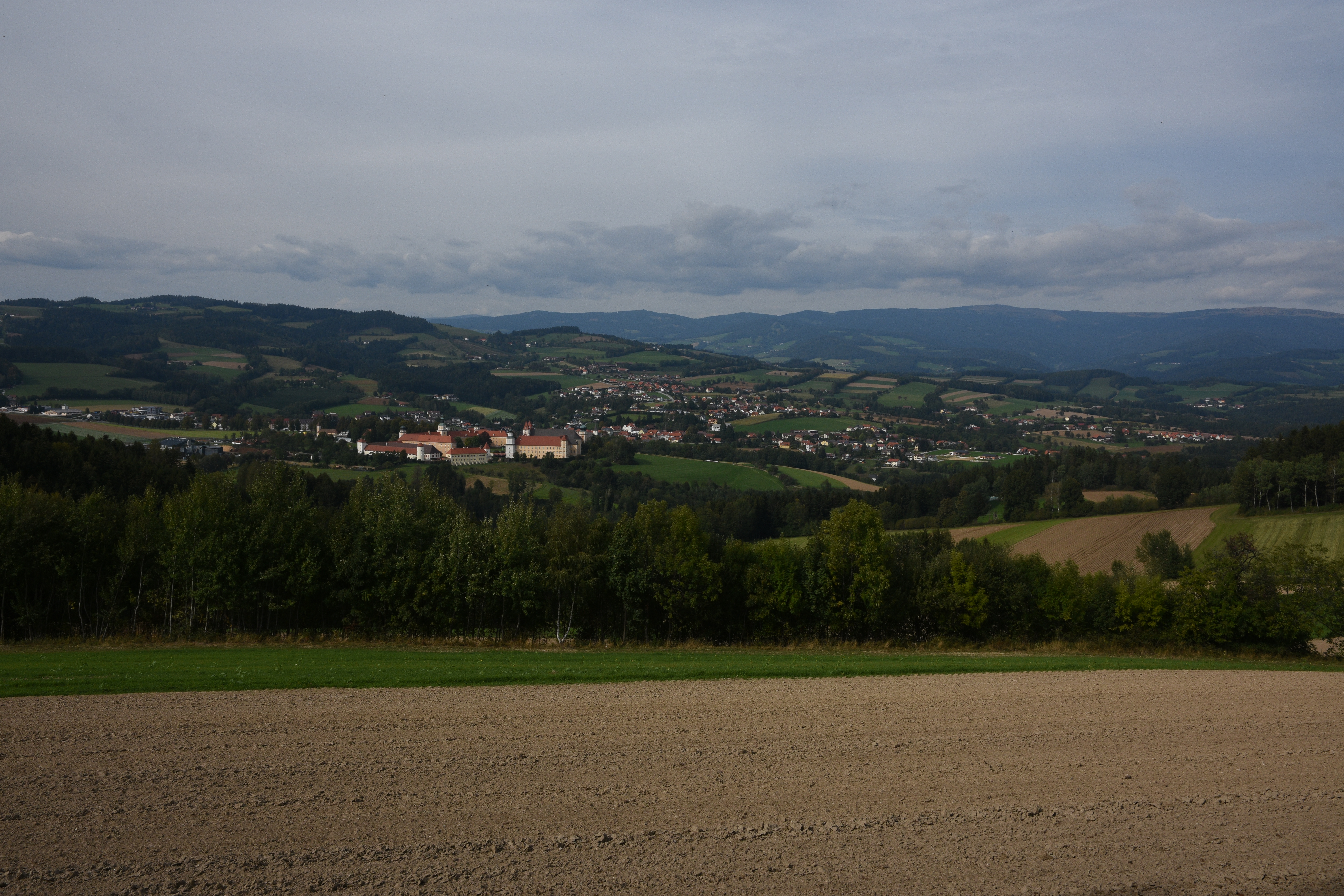
Vorau im Oststeirischen Hügelland

## Geologie
Das Hügelland der Steiermark ist eine erdneuzeite Verfüllung einer Einsenkung im Ostrand des Alpenbogens, dem Grazer Becken. Es greift mit etlichen Randbuchten tief in die zu den Zentralalpen gehörenden alpinen Randgebirge ein (die sich bis ins slowenische Bachergebirge ziehen). Die mittelsteirische Schwelle (Sausalschwelle) trennt die Formation in das weststeirische Becken und das deutlich ausgedehntere oststeirische Becken. Den Übergang nach Osten zum pannonischen Becken bildet die – großteils nicht an der Oberfläche liegende – südburgenländische Schwelle. Geomorphologisch gehört das steirische Hügelland also schon zum südöstlichen Alpenvorland.
Es bildete ein Randmeer der Paratethys, daher verwendet man auch die Bezeichnungen Steirisches Tertiärbecken beziehungsweise Steirisches Neogenbecken. 
Typisch für das weststeirische Becken ist die Braunkohle, für das oststeirische der junge Vulkanismus, Ressourcen, die das steirische Hügelland als Wirtschaftsregion mitprägen.

## Wirtschaftsformen
Auf seinen fruchtbaren Böden gedeihen vor allem Getreide, Zuckerrüben und die bekannten Kürbisse, doch auch Wein- und Obstbau spielen eine Rolle. Eine regionale Besonderheit ist der Schilcher. Im Südwesten (Sulmtal) wird Mais („Kukuruz“) gebaut und Schweine- bzw. Geflügelzucht betrieben. An Industrie sind Elektro- und Metallindustrie und zahllose Ziegelwerke zu erwähnen sowie Glas- und Holzindustrie. Historisch wichtig war auch die Braunkohle, die im Nordwesten (Gebiet Köflach/Voitsberg) abgebaut wurde.